# Nothrus becki
Nothrus becki är en kvalsterart som beskrevs av Balogh och Sandór Mahunka 1981. Nothrus becki ingår i släktet Nothrus och familjen Nothridae. Inga underarter finns listade i Catalogue of Life.